# 莫德日采

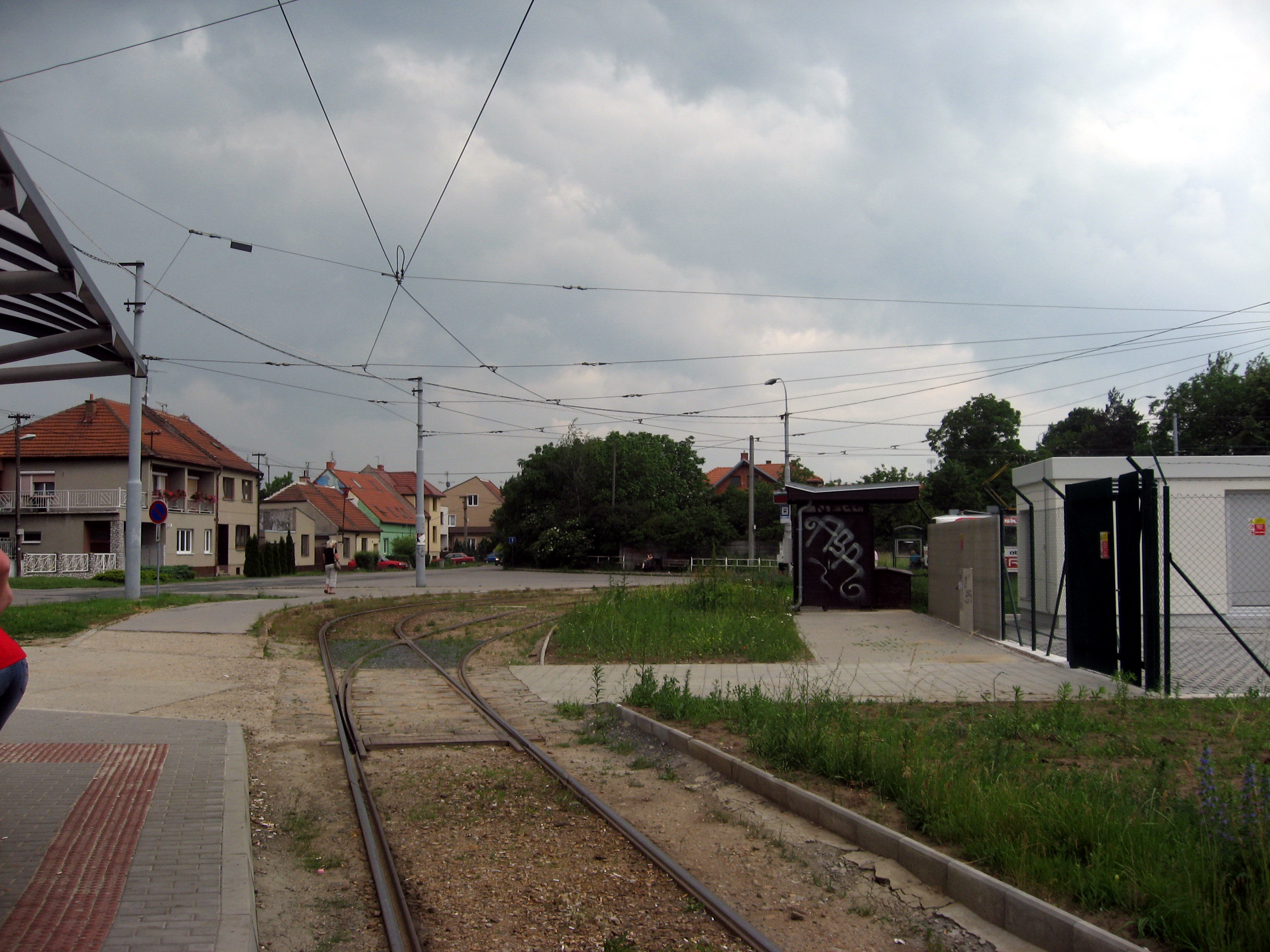

莫德日采是捷克的城鎮，位於該國東南部斯夫拉特卡河畔，距離布爾諾8公里，由南摩拉維亞州負責管轄，面積10.05平方公里，海拔高度204米，2011年人口4,673。

## 外部連結
- （捷克文） Official Website （页面存档备份，存于）